# (3626) Ohsaki
(3626) Ohsaki est un astéroïde de la ceinture principale.

## Description
(3626) Ohsaki est un astéroïde de la ceinture principale. Il fut découvert le 4 août 1929 à Heidelberg par Max Wolf. Il présente une orbite caractérisée par un demi-grand axe de 3,15 UA, une excentricité de 0,16 et une inclinaison de 4,1° par rapport à l'écliptique.

## Compléments